# El búho (miniserie)
El búho (La Chouette en francés) es una miniserie de animación francesa por ordenador que consta de 52 episodios de un minuto de duración. Su creador es Alexandre So.

## Trama y personajes
El Búho está tranquilo en su árbol, hasta que una causa externa empieza a molestarlo (o en algunas ocasiones el Búho es el que busca problemas), así que el Búho decide evadir o detener a la cosa, animal o incluso el mismo clima, sin embargo, no lo consigue y termina desbaratándose de alguna manera u otra.

### Personajes Principales
- El Búho: es el personaje principal. Es un Búho (Asio abyssinicus) de color rosado y no cuenta con alas, sus patas (como las de cualquier ave de la serie) se encuentran despegadas de su cuerpo; también cuenta con la capacidad de desarmar las partes de su cuerpo (que en casi todos los episodios se plasma). Es muy amargado y no le agrada ser molestado, su comida favorita son los gusanos y a diferencia de las demás especies este es diurno.

#### Personajes Secundarios
- Los Pájaros: son un trío de aves (al parecer niños) que cometen muchas travesuras tales como jugar con una montaña rusa o montarse en un columpio. Al Búho no le agradan estos, por lo que intenta alejarse de ellos.
- La Rana: es una rana que constantemente se topa con el Búho, tiene la habilidad de bailar y saltar muy alto.
- Las Luciernagas: son un par de bichos que molestan al Búho en algunos episodios.

## Lista de episodios
1. Viento
2. La hormiga
3. Burbujas
4. El pájaro carpintero
5. El rayo
6. Montaña rusa
7. Búho murciélago
8. Las palomas
9. Tormenta de manzanas
10. Glotones
11. La oruga
12. La cigüeña
13. La carrera
14. Ardilla ladrona
15. Marionetas
16. El neumático
17. Las abejas
18. Bádminton
19. La araña del tiempo
20. La urraca
21. Pequeños regalos navideños
22. Trampolín
23. Vigilancia
24. El búho espacial
25. La cometa
26. Break dance
27. Chicle
28. El perezoso
29. Boomerang
30. Cuervo maestro
31. Ovejas
32. El loro impertinente
33. El cardenal
34. El mosquito
35. La rana Shoalin
36. El mono músico
37. El escarabajo pelotero
38. El pinball
39. Las luciérnagas
40. El ascensor
41. El árbol
42. El camaleón
43. (...) Tiro al blanco
44. Juego de aves
45. Naturaleza viva
46. El sueño
47. La mosca
48. El platillo espacial
49. Regalo de Navidad
50. La jirafa
51. Fuegos artificiales
52. La fiesta